# Władysław Madyda
Władysław Madyda (ur. 20 czerwca 1916 w Krakowie, zm. 13 sierpnia 1970 tamże) – polski filolog klasyczny, grecysta, profesor Uniwersytetu Jagiellońskiego.

## Życiorys
Syn czeladnika stolarskiego Antoniego i Marii z domu Lipiarz. W 1934 roku ukończył Gimnazjum im. Bartłomieja Nowodworskiego w Krakowie, następnie podjął studia na Uniwersytecie Jagiellońskim, kształcąc się pod kierunkiem Tadeusza Sinki. W 1938 roku obronił pracę magisterską i zdał egzamin kwalifikacyjny na nauczyciela szkół średnich, po czym podjął pracę w Gimnazjum im. Bartłomieja Nowodworskiego oraz prywatnych krakowskich gimnazjach H. Kaplińskiej i pijarów. W 1939 roku uzyskał doktorat na podstawie pracy De pulchritudine imaginum deorum quid auctores Graeci saec. II p. Chr. n. iudicaverint.
Podczas II wojny światowej pracował jako pomocnik murarski i pracownik księgowości, jednocześnie angażując się w tajne nauczanie.
W 1945 roku wrócił do pracy naukowej, obejmując lektorat języków klasycznych na UJ. W 1947 roku habilitował się na podstawie pracy De arte poëtica post Aristotelem exculta quaestiones selectae. W 1949 roku uzyskał tytuł docenta, w 1954 roku profesora nadzwyczajnego, a w 1962 zwyczajnego. Wieloletni członek Komitetu Nauk o Kulturze Antycznej PAN. W 1966 roku otrzymał nagrodę im. Włodzimierza Pietrzaka za wybitne zasługi dla polskiej kultury.
W swojej pracy badawczej skupiał się głównie na problematyce estetyki starożytnej, jak również dziejach teatru i wpływach kultury antycznej na literaturę polską. Publikował na łamach „Meandra”. Przetłumaczył m.in. Wyprawę Cyrusa Ksenofonta (1955), Historię rzymską Kasjusza Diona (tom 1, 1967), a także przygotował wydanie przetłumaczonego przez siebie oraz Michała Konstantego Boguckiego kompletnego zbioru Dialogów Lukiana z Samosaty (1960–1966).

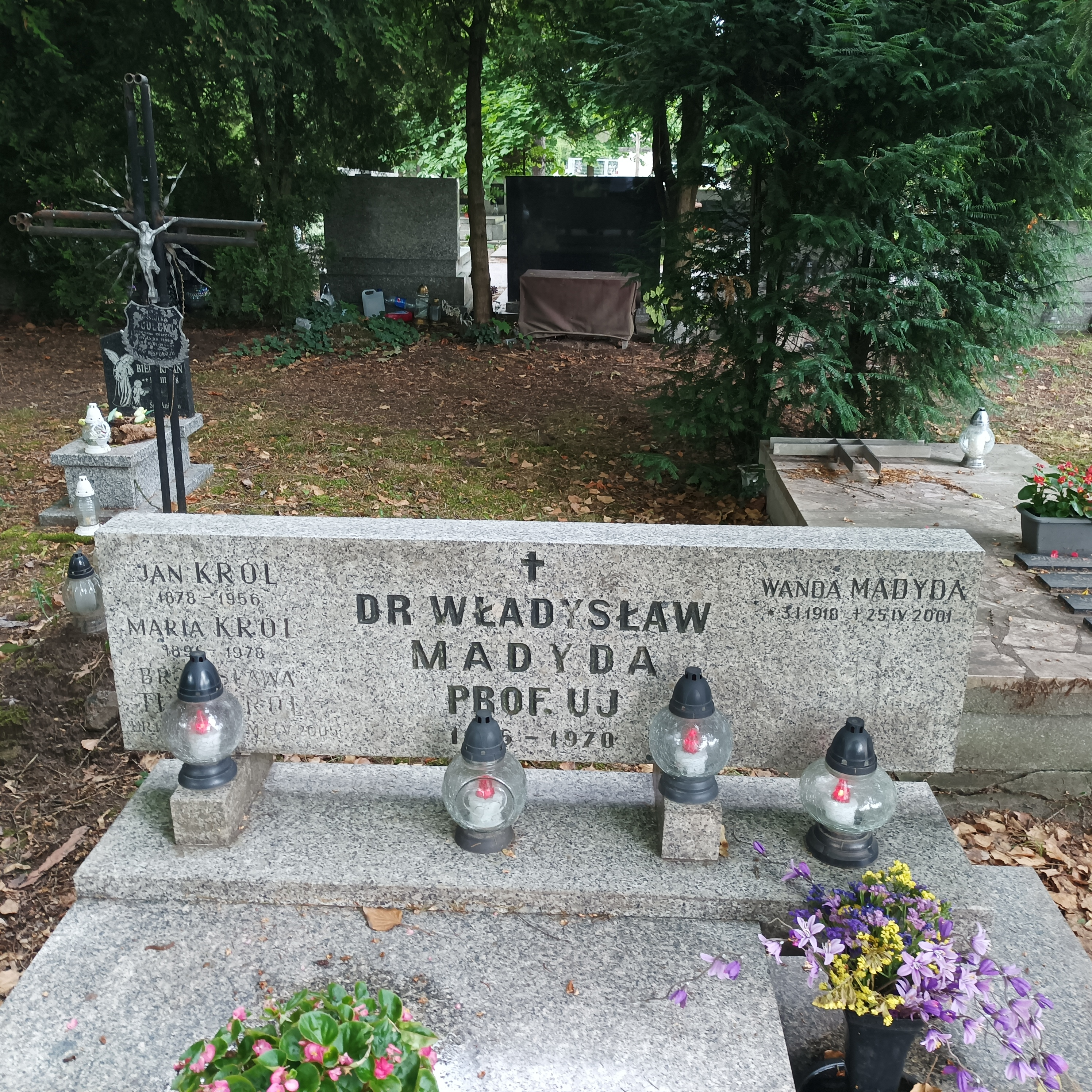
Grób prof. Władysława Madydy na cmentarzu wojskowym przy ul. Prandoty w Krakowie

Pod koniec życia chorował na stwardnienie rozsiane, co uniemożliwiło mu pracę naukową.
Zmarł w Krakowie, pochowany na cmentarzu Rakowickim (cmentarzu wojskowym przy ul. Prandoty) (kwatera LXXX-3,4-61,62,63).

## Ordery i odznaczenia
- Krzyż Kawalerski Orderu Odrodzenia Polski[1]
- Medal 10-lecia Polski Ludowej (15 stycznia 1955)[3]